# Ligue guadeloupéenne de football
La Ligue Guadeloupéenne de Football (LGF) est une association affiliée à la FFF regroupant les clubs de football de Guadeloupe. Elle organise les compétitions régionales de clubs et les matches internationaux de la sélection de Guadeloupe.
Elle comptait 3 500 licenciés en 1974, 10 000 en 1984 et 10 800 en 2004. En 2008-09, la LGF rassemblait 16 869 licenciés, dont 13 851 joueurs.

## Une ligue française en Amérique
Au sujet des débuts du football en Guadeloupe, l’historien Jacques Dumont écrit, dans son ouvrage "Sport et assimilation à la Guadeloupe", que "Les bateaux sont nombreux à faire escale à la Guadeloupe, et comme partout, les marins s’adonnent à des jeux, principalement le football... Les fonctionnaires métropolitains, ou les Guadeloupéens de retour au pays après un séjour "là-bas" ou de déplacement en Martinique où les pratiques sportives se sont développées de façon plus précoces, ramènent de leurs bagages des pratiques nouvelles". 
La Guadeloupe et la Martinique organisent très vite leur football. "De 1928 à 1957, nous avions une autonomie, mais en conformité avec les exigences politiques, la Guadeloupe, comme les autres départements outre-mer, a dû créer une ligue dépendante de la FFF" explique Jacques Rugard, ancien président de la LGF. Les sélections des deux îles multiplient les matches contre des équipes de la Caraïbe. C'est le cas par exemple en 1948, lors du "Trophée Caraïbes", organisé en Guadeloupe dans le cadre de la célébration du centenaire de l’Abolition de l’Esclavage, avec la participation de la Martinique, d’Haïti et du Surinam. Cet événement marquera son époque.
La LGF est fondée en 1958. Son objet, révisé le 12 septembre 2008, est le suivant : "Organiser, développer et contrôler la pratique du football sous toutes ses formes par des joueurs de statuts différents sur le département et ses dépendances ; créer et maintenir un lien entre ses membres individuels, les clubs affiliés, ses districts et les ligues régionales Outre-Mer ; de défendre les intérêts moraux et matériels du Football Français ; entretenir et faciliter les bonnes relations entre les sociétés avec les autres organisations sportives et les pouvoirs publics et de participer aux activités de l’Union Caraïbe de Football et de la CONCACAF".
La LGF dispose en effet d'accords avec la CONCACAF, lesquels sont énoncés comme suit dans les statuts de la FFF : "Les Ligues régionales constituées dans les Départements d'Outre-Mer, à Saint-Pierre-et-Miquelon ou à Mayotte peuvent conduire des actions de coopération avec les fédérations affiliées à la F.I.F.A. des États de la zone géographique dans laquelle elles sont situées. Sous l'égide de la Confédération continentale concernée, et avec l'accord exprès de la F.F.F., ces Ligues peuvent organiser des manifestations sportives internationales à caractère régional ou constituer des équipes en vue d'y participer." (article 34, alinéa 6).
Stricto-sensu, la Guadeloupe ne dispute pourtant pas de matches internationaux et ne peut par conséquent participer à aucune phase finale de coupe du monde ou de coupe des confédérations. En effet, la FIFA ne reconnait comme seul représentant légal de la France que l'équipe de France de la FFF, Tahiti et la Nouvelle-Calédonie étant sortis du cadre sportif officiel français du fait de leur adhésion directe à la FIFA. Le directeur juridique de la FFF, Jean Lapeyre, consulté en 2011, avait indiqué qu'il ne voyait pas "comment la FIFA pourrait déroger à ses règlements quand bien même nous lui demandions de bien vouloir faire une exception. La FIFA n'acceptera pas qu'une ligue régionale, émanation de la FFF, s'engage sur un tournoi mondial. Cela reviendrait à voir deux équipes françaises sur une phase finale d'une Coupe du monde." Les matches de la Guadeloupe sont néanmoins officiels sur un plan continental, puisque reconnus par la CONCACAF.

## Une nécessité: le désenclavement (1978 - 1990)
Afin de sortir de leur isolement de département d’outre-mer, épaulées par Haïti, les ligues de football de Guadeloupe, Martinique et Guyane intègrent l'Union Caraïbenne de Football (UCF) le 28 janvier 1978, avec l’accord de la FFF, et comme membres fondateurs d'une union de seize entités. "L'éloignement constitue un blocage pour les meilleurs joueurs et les meilleures équipes de Guadeloupe, affirme Jacques Rugard (président de la Ligue de Guadeloupe). Pour sortir de cette solitude, il fallait bien établir des contacts avec nos voisins. [...] Notre sélection seniors de ligue joue [ainsi], depuis 1977, le Tournoi de l'UCF, ce qui permet de respirer un peu et de rechercher des moyens de progresser. Ce qui est vrai pour les jeunes l'est aussi pour nos arbitres, nos techniciens..." Puis le président de la FFF, Fernand Sastre, veut pouvoir, comme il le dit, "désenclaver le football de ces départements français et lui permettre d'aller de l'avant, pour son plus grand bien et dans l'intérêt également du football français." Ce désenclavement concernait les clubs affiliés à la LGF et les joueurs amateurs licenciés en Guadeloupe, pas les joueurs professionnels en métropole.
« Nous étions conscients à la FFF, a-t-il précisé, que le championnat [de France] cadets, la coupe de France et même les rencontres de l'UCF, n'étaient pas suffisants pour faire évoluer le football dans ces départements d'outre-mer. C'est la raison pour laquelle nous avons tenu à appuyer de toute notre volonté l'ouverture sur la CONCACAF.» Il fit sa proposition au président de la FIFA, João Havelange, ainsi qu'au président de la CONCACAF, sans résultat tangible. Cette intégration – en tant que membre observateur à la CONCACAF – était refusée par les dirigeants de cette confédération, dont son président, le Mexicain Joaquín Soria Terrazas, puisque les trois départements français en question n'étaient pas des territoires indépendants. Néanmoins, Sastre s'obstina et, en septembre 1983, il profita du congrès de la CONCACAF et de la première phase finale du championnat U16 de la CONCACAF à Port of Spain (Trinité et Tobago) pour y retrouver le président de la FIFA, João Havelange, venu du Brésil, celui de la CONCACAF, Joaquín Soria Terrazas, celui de l’UCF, Jack Warner, ainsi que les présidents des trois ligues antillaises concernées. La Ligue de Guadeloupe était représentée par Messieurs Jacques Rugard (président), Lubin Ogoli et Me Maurice Marianne (vice-présidents), accompagnés de Joseph Ursulet, président de la Ligue de la Martinique.
Lors du congrès de la CONCACAF à Port of Spain, le vendredi 2 septembre 1983, Sastre plaida la cause des ligues françaises : "Nous posons la demande d'adhésion des départements français en tant que membres associés de la CONCACAF" déclara le président Sastre. "De la même manière que nous avions réussi pour Tahiti et la Réunion au sein de la confédération Océanie [et de la confédération africaine]. Bien entendu, les Antilles-Guyane n'étant pas indépendantes, il n'est pas question qu'elles participent au Mondial et aux Jeux Olympiques. En revanche, elles pourront participer aux autres compétitions organisées par la CONCACAF, au niveau des sélections, voire des clubs, genre tournoi des champions." Ces personnalités du football apposèrent finalement leur signature au document qui officialisait l'entrée de la Guadeloupe, la Martinique et la Guyane dans le giron de la CONCACAF en tant que membres observateurs en ce mois de septembre 1983. Désormais, la Guadeloupe, la Martinique et la Guyane pouvaient disputer toutes les compétitions internationales organisées par la CONCACAF, qu'il s'agisse de clubs ou de sélections, sauf celles qui débouchaient sur un tournoi de la FIFA (coupe du monde, Jeux Olympiques). 
C'est ainsi que l'on allait voir un club prendre part à la coupe des champions Centre et Nord Américain dès 1984 et la sélection à la coupe CONCACAF des nations, aujourd’hui connue sous l'appellation de Gold Cup. En ce qui concerne le championnat du Monde U20 et la première coupe du monde U16 préparée par la FIFA à l’époque, Havelange promit que la participation antillaise à ces épreuves serait examinée par la FIFA qui en définirait les modalités. Ce fut en vain pour les Antilles françaises. "Je pense, affirme alors le docteur Rugard, que nous ne pourrons redresser la situation et relancer notre football qu'avec l'aide de l'État [français]. Sur le plan financier, d'abord, pour les installations. Sur le plan sportif, ensuite, en nous accordant une plus grande liberté de manœuvre et de contacts au sein du football international. Ce qui est vrai pour nous l'est aussi pour la Martinique. Et ce qui est vrai pour le football l'est aussi pour le sport antillais tout entier". En février 1986, João Havelange visita Cuba, la Jamaïque, Haïti, Saint-Domingue, Porto Rico, mais aussi la Guadeloupe et la Martinique, sans que le statut des deux départements ne soit ensuite modifié.

## Une quête: la reconnaissance mondiale (depuis 1990)
La "semi-dévolution" du football guadeloupéen amène de nouvelles critiques de la part de Jacques Rugard : "C’est difficile à vivre. Nous nous situons mieux dans la coupe du CONCACAF. Hélas, de notre statut, nous sommes acceptés dans cette compétition style Coupe UEFA sans avoir le droit de vote. De plus, la Guadeloupe n’a pas le pouvoir d’une fédération et ne peut rappeler ses joueurs opérant en métropole tels Relmy (Niort), Nelson (Guingamp), Angloma (Lille). Certes, on ne peut faire obstacle à la promotion sociale d’un joueur, mais il y a un nombre considérable d’échecs ; mieux vaut rester ici que d’échouer... à Barbès." À l'époque, sont aussi en métropole parmi les professionnels les Bazile (Strasbourg, L2), Calvet (Bastia, L2), Chanlot (Marseille), Corian (Lyon, L2), Couriol (Paris SG), Jacques (St-Etienne), Silvestre (Sochaux, L2) et Sonor (Monaco).  
À la suite de l'accession de Jack Warner à la tête de la CONCACAF en 1990, la modification des statuts de cette confédération, en 1991, permit aux trois ligues françaises de passer du statut de membre observateur à celui de membre associé, ce qui fut plus un changement dans la forme que dans le fond. À l'époque, Warner aida également Guadeloupe et Martinique à demander leur adhésion à la FIFA, par le biais de l'alinéa 5 de l'article 1 des statuts de cette dernière, lesquels stipulaient qu'un territoire n'ayant pas encore obtenu son indépendance pouvait demander à la fédération de l'État qui l'administre de donner son aval à son entrée à la FIFA. Le Ministère de la Jeunesse et des Sports de la France et la FFF ne donnèrent pas leur aval à cette transformation. 
Ce qui n'est pas possible sur un plan français et mondial semble apparemment l'être sur un plan caribéen : en janvier 2004, l’UCF et la CONCACAF reconnaissent, dans la forme, la Martinique et la Guadeloupe comme membres à part entière. Pour ce qui est du fond, c'est le Conseil Fédéral de la FFF qui "en prend acte et demande au Directeur Général [Gérard Enault] d’assurer le suivi de l’opération [...] et des suites à donner face à cette situation nouvelle." Puis, en avril et septembre 2004, à la suite des courriers répétés des Ligues guadeloupéenne et martiniquaise pour demander leur adhésion, le Conseil Fédéral de la FFF "décide de solliciter l’avis du Ministère [des Sports]."
Pour autant, les départements français de la Caraïbe possèdent un soutien de poids dans leur quête mondiale, toujours en la personne de Jack Warner, alors que celui-ci voudrait pourtant retirer le droit des nations britanniques sans État (Galles, Écosse et Irlande du nord) de faire partie de la FIFA. Warner, président de la CONCACAF et vice-président de la FIFA, vint en janvier 2008 en Guadeloupe lors d’une conférence-débat intitulée : "Football, facteur d'intégration dans la Caraïbe pour les pays non-indépendants". Puis, lors du congrès annuel de l’UCF, les 15 et 16 mars 2008 en Guadeloupe, il expliqua que ce congrès servirait à "démontrer aux autorités françaises que la Guadeloupe a vocation à être une nation, tout au moins au niveau du football." Il rappela aussi que sur un plan footballistique, non seulement la Guadeloupe avait "démontré ses capacités lors de la Gold Cup, mais que sur le plan mondial, les Guadeloupéens jouant en équipe de France n’avaient plus rien à prouver." Selon lui, tout dépend finalement de la "prétention positive" de la Guadeloupe. 
Ces déclarations ont trouvé leur écho, notamment auprès du joueur de sélection guadeloupéenne Stéphane Auvray : "On a énormément de joueurs de qualité qui ne peuvent pas forcément s'exprimer à un niveau international. J'espère qu'un jour, la Guadeloupe pourra s'exprimer aussi elle-même sans passer par la France. [...] Ce n'est pas de la provocation. Je pense juste qu'il y a de la place pour tout le monde. [...] En 2007, on avait créé la surprise malgré notre élimination en demi-finale de cette Gold Cup contre le Mexique : on veut continuer à prouver qu'on peut faire de belles choses si on nous en donne les moyens. Administrativement, ce n'est pas toujours simple, mais on peut faire évoluer notre statut, pour être plus reconnu sur le plan international. L'exemple, c'est la Nouvelle-Calédonie, qui dispute les éliminatoires de la Coupe du monde dans la zone Océanie."

### Le plus grand écueil: le statut politique de la Guadeloupe
À l'issue du congrès de mars 2008, les pays de l’UCF votèrent une motion afin d'aider la Guadeloupe et la Martinique (la Guyane n'étant apparemment pas partante) à obtenir une intégration pleine et entière au sein de l'UFC, de la CONCACAF et de la FIFA. En fait, si les départements ultramarins sont représentées au sein du bureau exécutif de l'UCF, ils ne le sont pas dans celui de la CONCACAF. Dans la foulée, ce n'est plus le Président de la Ligue guadeloupéenne mais le Président du Conseil Régional de Guadeloupe, Victorin Lurel, qui s'adressa par courrier à Bernard Laporte, Secrétaire d’État aux Sports, pour demander que la Guadeloupe devienne membre à part entière de la CONCACAF. Informé, le Conseil Fédéral de la FFF considère aujourd'hui qu'il s'agit d'une "affaire à suivre".
Encore aujourd'hui, la Guadeloupe, la Martinique et la Guyane ne font donc partie de la CONCACAF qu'en tant que membres associés, restant juridiquement des entités françaises. Le président actuel de la Ligue Guadeloupéenne, Guy Roch, et son homologue martiniquais Alain Rapon, envisageraient de demander à nouveau leur adhésion à la FIFA. Les ligues guadeloupéenne et martiniquaise devraient au préalable changer de statut et devenir une fédération car seules des fédérations sont membres à part entière de la FIFA. Pour ce faire, le président Roch a déclaré sur Radio Guadeloupe, au printemps 2008, qu'il avait créé une commission de juristes afin d'étudier toutes les pistes possibles et imaginables pour arriver à ce changement de statut, avec naturellement l'aval de la FFF. 
Mais le plus grand écueil reste le statut politique : le 7 décembre 2003, les électeurs de Guadeloupe ont rejeté à 73 %, le projet de création d'une Collectivité d'Outre-Mer française (COM), statut de Tahiti et de la Nouvelle-Calédonie. Les Martiniquais avaient, quant à eux, refusé à une courte majorité (50,48 %) le projet de COM. En avril 2010, dans le cadre d'une mission d'aide de la FIFA aux petites nations et territoires non reconnus, Geoff Thompson, vice-président de la FIFA, et Urs Kluser, responsable du département des associations de la FIFA, ont rendu visite à l'île néerlandaise de Sint-Maarten, mais pas à la Guadeloupe. Alain Sorèze, président du Comité Régional Olympique et Sportif de la Guadeloupe, a exprimé la déception guadeloupéenne en déclarant : "En Guadeloupe, nous travaillons dur avec la FFF afin qu'elle nous autorise à devenir membre à part entière de la CONCACAF." Alain Sorèze avait auparavant confirmé l'impasse actuelle dans laquelle se trouverait la revendication guadeloupéenne : "Depuis l'affaire de Gibraltar qui voulait intégrer l'UEFA et le veto de l'Espagne, les choses sont plus compliquées car l'UEFA et la FIFA ont décidé de freiner ces types d'adhésion de pays « non totalement souverains »."

### Une "nationalité" sportive diffuse
La Guadeloupe n'étant pas membre de la FIFA, un joueur ayant déjà représenté l'île lors d’une « compétition officielle » organisée par la CONCACAF reste éligible pour représenter la France lors d’une « compétition officielle » organisée par la FIFA ou l'UEFA. 